# Meg (film)
Meg (ang. The Meg) – amerykańsko-chiński fantastycznonaukowy film akcji z 2018 roku w reżyserii Jona Turteltauba, będący adaptacją powieści Meg. Potwór z głębin Steve'a Altena.

## Fabuła
Ekspert od nurkowania, komandor Jonas Taylor, zostaje wezwany na stację badawczą Mana One u wybrzeży Chin, by ratować załogę łodzi podwodnej, która została zaatakowana przez nieznane stworzenie podczas schodzenia na dno Rowu Mariańskiego. Agresorem okazuje się prehistoryczny rekin, megalodon. Wkrótce drapieżnik zaczyna zagrażać okolicznym plażom. Jonas oraz pracownicy stacji ruszają w pościg za krwiożerczą rybą.

## Obsada
- Jason Statham – komandor Jonas Taylor
- Li Bingbing – Suyin Zhang, biolożka morska
- Rainn Wilson – Jack Morris, biznesmen
- Ruby Rose – Jaxx Herd, inżynier
- Winston Chao – dr Minway Zhang, oceanograf
- Shuya Sophia Cai – Meiying, córka Suyin
- Cliff Curtis – Mac, kapitan stacji
- Page Kennedy – DJ, pracownik stacji
- Robert Taylor – dr Heller, lekarz
- Ólafur Darri Ólafsson – The Wall, pracownik stacji
- Jessica McNamee – Lori, była żona Jonasa
- Masi Oka – Toshi, pracownik stacji

## Odbiór

### Wyniki finansowe
Przy budżecie szacowanym na 130 mln dolarów, film zarobił w Stanach Zjednoczonych ponad 145 mln, a na całym świecie około 530 mln dolarów.

### Opinie krytyków i widzów
Meg spotkał się z mieszanym odbiorem ze strony krytyków. Owen Gleiberman z magazynu Variety określił film jako „nieudaną próbę stworzenia Szczęk na sterydach”, podczas gdy Chris Nashawaty z Entertainment Weekly skrytykował przeciętne efekty specjalne i nazwał produkcję „absurdalną, kiczowatą i zabawną”. Scott Weinberg z serwisu Bloody Disgusting wydał pozytywną opinię o filmie, nazywając go przewidywalnym, lecz przynoszącym wiele zabawy.
Ogółem, w serwisie Rotten Tomatoes 46% recenzji krytyków zostało uznanych za pozytywne. Widzowie wystawili Meg 43% pozytywnych opinii.

## Kontynuacja
4 sierpnia 2023 roku premierę miał sequel filmu, zatytułowany Meg 2: Głębia. W roli głównej powrócił Jason Statham. Turteltauba na stanowisku reżysera zastąpił brytyjski twórca horrorów, Ben Wheatley.